# HC Košice
A HC Košice szlovák jégkorongcsapat Kassán. Kétszeres csehszlovák és kilencszeres szlovák bajnok. A csapat a szlovák Tipsport liga keleti konferenciájában játszik. Hazai mérkőzéseit a Steel Arénában játssza. 1964 óta, 61 éve, megszakítás nélkül az első osztályban szerepel, ezzel egyedülálló szlovák csapat. Összesen 11 alkalommal nyerte el a Tátra-kupát, ezzel a kupamérkőzés második legsikeresebb csapata. A csapat beceneve Oceliari, ami szlovákul acélmunkásokat jelent.

## Története

### Előzmények

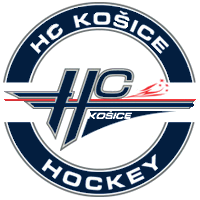
A HC Košice korábban használt logója

A klub az 1920-as években alakult (1. ČsČK, KAC, KSC, Törekvés, Slávia – neveken szerepelt). A második világháború után visszaesett a jégkorong iránti érdeklődés a városban, mígnem 1962-ben a vasutasok addigi csapatából megalakult a Dukla Košice jégkorongegyüttes. 1964-ben a csapat feljutott a legfelsőbb csehszlovák hokiligába s azóta egyedüli szlovák klubként megszakítás nélkül állandó résztvevője az Extraliga küzdelmeinek (az 1993/94-es szezon óta szlovák Extraliga liga).

### Alapítás
A megalapított klub első mérkőzése a Magyar férfi jégkorong-válogatott ellen volt 1962. október 16-án, ami 5-7-es vereséggel zárult a Kassa számára.
1967-ben az addigi katonaegyüttest átvette a helyi vasgyár (VSŽ) és az 1990-es évek elejéig – majd rövid ideig az 1990-es évek legvégén – ez a tény a csapat nevében is megjelent. A klub egyedüli szlovák csapatként kétszer nyerte meg a csehszlovák bajnokságot (egy-egy bajnoki címet szerzett még a Slovan Bratislava és a Dukla Trenčin, a többit cseh csapatok nyerték) – az 1985/86-os és az 1987/88-as szezonban.

### Szlovák Extraliga
Szlovákia önállósulása után a legeredményesebb egyesületek közé tartozik. Az 1990-es években, az önálló szlovák Extraliga első hat döntőjének résztvevője (ebből hármat megnyert). Miután a 90-es évek végén főszponzora, a kassai vasmű súlyos anyagi gondokba került, éveken át a klub is gyengébben szerepelt a ligában. A visszaesést csak súlyosbította, hogy a csapat a 2000 férőhelyes Lokomotíva-stadionban volt kénytelen játszani hazai mérkőzéseit, ugyanis jégcsarnokát 1996 nyarán lebontották. Helyén épült az új aréna, mely viszont a vasmű anyagi gondjai miatt csak 2006 tavaszára lett kész.
Az új évezred első évtizedének második felében fokozatosan formálódott a klub következő sikeres generációja. A csapat 2006-ban negyedik lett, egy évvel később bronzérmet szerzett, 2008-ban pedig a döntőben maradt alul. 2009-ben 10 év után ismét bajnoki címet szerzett, melyet 2010-ben és 2011-ben is megvédett, ezzel az első csapat lett, mely háromszor egymás után megnyerte a bajnokságot.
A HC Košice otthona a 8343 férőhelyes Ladislav Troják Stadion (Steel Aréna), amely 2011 tavaszáig, a pozsonyi jégcsarnok átalakításáig a legnagyobb ilyen célú sportlétesítmény volt az országban. A stadiont 2006 márciusában adták át.

### Korábban használt nevek
- 1962 – VTJ Dukla Košice
- 1967 – TJ VSŽ Košice
- 1990 – HC VSŽ Košice
- 1992 – HC Košice
- 1998 – HC VSŽ Košice
- 2000 – HC Košice

## Helyezések

### Csehszlovák Extraliga
Csehszlovák Extraliga – 29 szezon
- 1. hely: 1985/86, 1987/88
- 2. hely: 1984/85
- 3. hely: 1988/89
- 4. hely: 1986/87, 1990/91
- 5. hely: 1970/71, 1982/83, 1989/90
- 6. hely:1966/67, 1973/74, 1992/93
- 7. hely: 1964/65, 1965/66, 1968/69, 1979/80, 1983/84
- 8. hely: 1969/70, 1971/72, 1978/79, 1981/82, 1991/92
- 9. hely: 1967/68, 1972/73, 1975/76, 1980/81
- 10. hely: 1974/75, 1976/77, 1977/78

### 1. Slovenská národná hokejová liga
1. slovenská národná hokejová liga – 1 szezon
- 1. hely: 1963/64

### 2. Slovenská národná hokejová liga
2. slovenská národná hokejová liga – 1 szezon
- 1. hely: 1962/63

### Szlovák Extraliga
Tipos extraliga – 25 szezon
- 1. hely: 1994/95, 1995/96, 1998/99, 2008/09, 2009/10, 2010/11, 2013/14, 2014/15, 2022/23
- 2. hely: 1993/94, 1996/97, 1997/98, 2002/03, 2007/08, 2011/12, 2012/13
- 3. hely: 2001/02, 2006/07, 2015/16,
- 4. hely: 2003/04, 2004/05, 2005/06, 2021/22, 2023/24
- 5. hely: 2000/01, 2017/18, 2018/19, 2019/20
- 7. hely: 1999/00
- 9. hely: 2020/21

## Statisztikák
| Főszezon | Főszezon | Főszezon | Főszezon | Főszezon | Főszezon | Főszezon | Főszezon | Főszezon | Rájátszás    | Rájátszás                                   | Rájátszás                                         | Rájátszás                         |
| Szezon   | LM       | GY       | GY. H.   | V. H.    | V        | G        | P        | Helyezés | Kvalifikáció | Negyeddöntő                                 | Elődöntő                                          | Döntő                             |
| -------- | -------- | -------- | -------- | -------- | -------- | -------- | -------- | -------- | ------------ | ------------------------------------------- | ------------------------------------------------- | --------------------------------- |
| 2022–23  | 50       | 28       | 5        | 2        | 15       | 163-114  | 94       | 1.       | -            | Győzelem a HK Nitra ellen (4-1)             | Győzelem a HK Dukla Ingema Michalovce ellen (4-3) | Győzelem a HKM Zvolen ellen (4-1) |
| 2023–24  | 50       | 24       | 2        | 5        | 19       | 147:117  | 87       | 4.       | -            | Győzelem a HC Slovan Bratislava ellen (4-0) | Vereség a HK Spišská Nová Ves ellen (3-4)         | -                                 |
| 2024–25  | 54       | 27       | 6        | 8        | 13       | 172:130  | 101      | 2.       | -            | Győzelem a HK Dukla Trenčín ellen (4-2)     | Győzelem a HKM Zvolen ellen (4-1)                 | Győzelem a HK Nitra ellen (4-3)   |

## Játékosok

### Híres játékosok

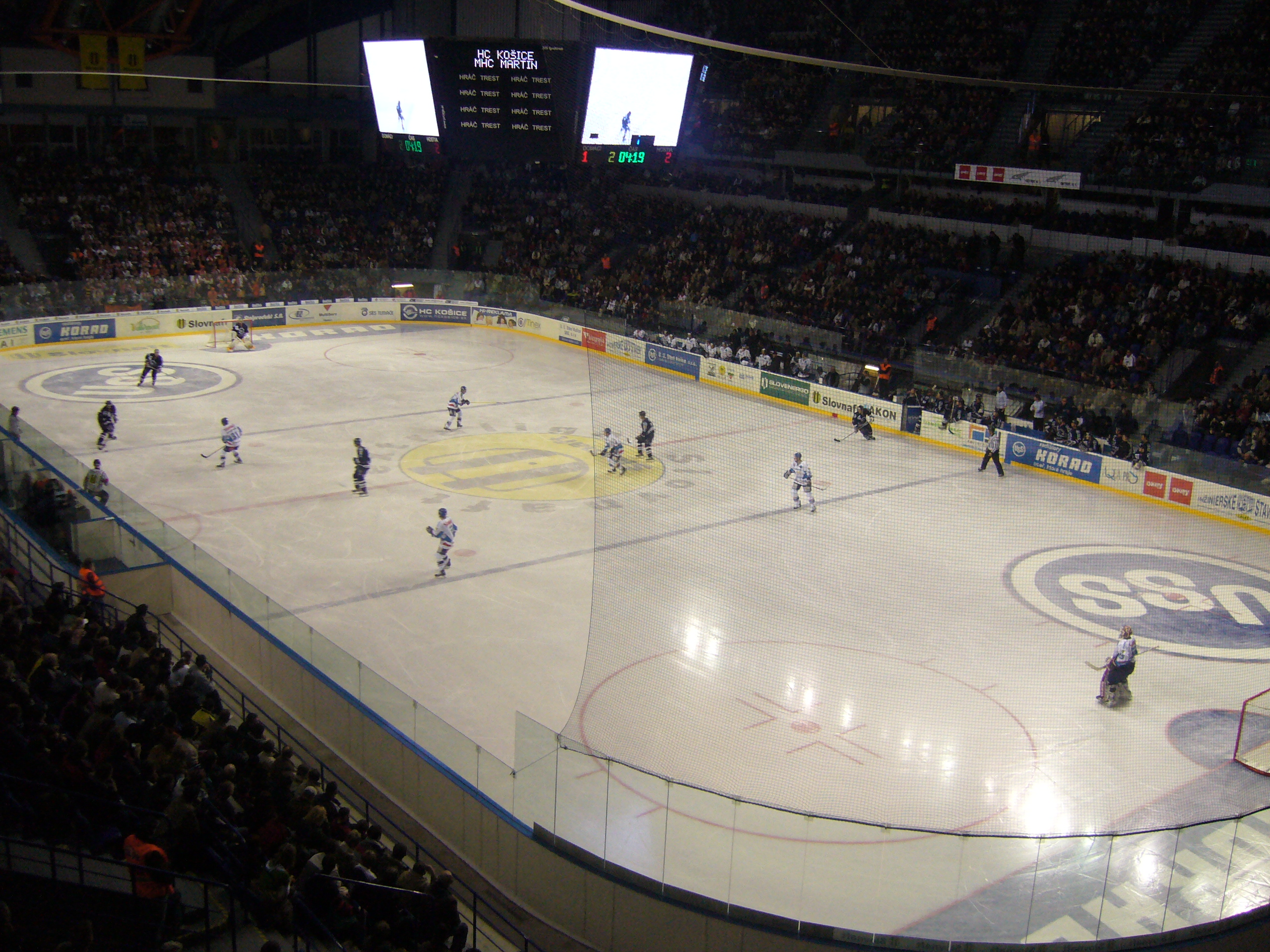
Slovnaft extraliga mérkozés(HC Košice – MHC Martin 2007)

- Ladislav Troják
- Bedřich Brunclík
- Vincent Lukáč
- Igor Liba
- Jaromír Dragan
- Peter Bondra
- Ladislav Nagy
- Jiří Bicek
- Jaromír Dragan
- Miroslav Ihnačák
- Roman Kontšek
- Miroslav Marcinko
- Peter Pucher
- René Pucher
- Peter Slanina
- Vladimír Svitek
- Richard Šechný
- Martin Štrbák
- Vlastimil Plavucha
- Ján Vodila
- Juraj Kledrowetz
- Lubomir Vaic
- Marek Svatoš
- Rastislav Staňa
- Jerguš Bača

### Jelenlegi játékoskeret
A HC Košice Tipos Extraliga játékoskerete (frissítve: 2024. november 9.)
| Kapusok | Kapusok          |
| ------- | ---------------- |
| 32      | Jaroslav Janus   |
| 33      | Dominik Riečický |
| 30      | Patrik Jurčák    |

| Hátvédek | Hátvédek            |
| -------- | ------------------- |
| 6        | Blake Parlett       |
| 18       | Radek Deyl          |
| 26       | Oleksii Dakhnovskyi |
| 55       | Antonín Bartoš      |
| 56       | Max Gildon          |
| 62       | Josh Teves          |
| 71       | Eduard Šedivý       |
| 89       | Jakub Ferenc        |

| Csatárok | Csatárok            |
| -------- | ------------------- |
| 8        | Šimon Petráš        |
| 11       | Oliver Jokeľ        |
| 12       | Danick Martel       |
| 20       | Peter Repčík        |
| 23       | Tomáš Mikúš         |
| 24       | Matúš Havrila       |
| 27       | Tomáš Zigo          |
| 39       | Brett Pollock       |
| 42       | Roman Karaffa       |
| 47       | Mário Lunter        |
| 61       | Marek Bartánus      |
| 63       | Patrik Lamper       |
| 72       | Filip Krivošík      |
| 77       | Patrik Rogoň        |
| 82       | Dávid Kohút         |
| 84       | Joona Jääskeläinen  |
| 91       | Michal Chovan       |
| 92       | Eduard Šimun        |
| 93       | Olivier Archmabault |

| Edzők         |
| ------------- |
| Dan Ceman     |
| Ryan Colville |
| Tomáš Kochan  |

### Vezetőedzők
- 1962/1963 - Miroslav Nitka
- 1963/1964 - Miroslav Nitka
- 1964/1965 - Miroslav Nitka
- 1965/1966 - Ondrej Bendíket szezon közben Ladislav Štemprok váltotta
- 1966/1967 - Ladislav Štemprok
- 1967/1968 - Ladislav Štemprok
- 1968/1969 - Anton Haukvic és František Giba
- 1969/1970 - Anton Haukvic (szezon közben Luděk Bukač-ra lett cserélve) és František Giba
- 1970/1971 - Břetislav Guryča és Juraj Ferenc
- 1971/1972 - Břetislav Guryča (szezon közben Ladislav Horský-ra és Juraj Ferencre lett cserélve)
- 1972/1973 - Ladislav Horský, Juraj Ferenc
- 1973/1974 - Ladislav Horský, Juraj Ferenc
- 1974/1975 - Ladislav Horský, Juraj Ferenc
- 1975/1976 - Pavol Zábojník, Tibor Ágh
- 1976/1977 - Pavol Zábojník, Tibor Ágh
- 1977/1978 - Pavol Zábojník (szezon közben Juraj Ferencre lett cserélve), František Kolláth
- 1978/1979 - Miroslav Nitka, Ján Selvek
- 1979/1980 - Miroslav Nitka, Ján Selvek
- 1980/1981 - Miroslav Nitka, Ján Selvek
- 1981/1982 - Ján Selvek, Bedřich Brunclík
- 1982/1983 - Bedřich Brunclík, Juraj Ferenc
- 1983/1984 - Bedřich Brunclík, Juraj Ferenc
- 1984/1985 - Bedřich Brunclík, Juraj Ferenc szezon közben Július Kovácsra és František Gibára lett cserélve
- 1985/1986 - Ján Selvek és Július Kovács
- 1986/1987 - Ján Selvek és Július Kovács
- 1987/1988 - Ján Faith és Ján Šterbák
- 1988/1989 - Ján Faith és Ján Šterbák
- 1989/1990 - Ján Selvek és Vladimír Šandrik
- 1990/1991 - Ján Šterbák és Vladimír Šandrik
- 1991/1992 - Ján Šterbák és Vladimír Šandrik
- 1992/1993 - Július Šupler, Ján Šimčík és Vincent Lukáč
- 1993/1994 - Ján Selvek a Vincent Lukáč
- 1994/1995 - Ján Selvek a Vincent Lukáč
- 1995/1996 - Ján Selvek a Vincent Lukáč szezon közben, Ján Faith és Vladimír Šandrik
- 1996/1997 - Ján Faith a Vladimír Šandrik szezon közben Vincent Lukáč és Peter Slanina
- 1997/1998 - Bedřich Brunclík és Milan Jančuška
- 1998/1999 - Ján Selvek és Milan Jančuška
- 1999/2000 - Peter Slanina és Jozef Lukáč v priebehu sezóny Ján Selvek, Mojmír Božík a Milan Staš
- 2000/2001 - Ján Selvek, Milan Staš és Mojmír Božík
- 2001/2002 - Milan Jančuška és Róbert Spišák
- 2002/2003 - Milan Jančuška és Róbert Spišák
- 2003/2004 - Milan Jančuška és Róbert Spišák
- 2004/2005 - Dušan Gregor és Miroslav Marcinko
- 2005/2006 - Dušan Gregor és Miroslav Marcinko szezon közben Ján Selvek, Milan Staš és Miroslav Marcinko
- 2006/2007 - Ján Šterbák és Anton Tomko
- 2007/2008 - Ján Šterbák (szezon közben Rostislav Čadára lett cserélve) és Anton Tomko
- 2008/2009 - Anton Tomko és Pavel Hulva
- 2009/2010 - Anton Tomko és Pavel Hulva szezon közben Rostislav Čada és Pavol Zůbek
- 2010/2011 - Rostislav Čada és Pavol Zůbek
- 2011/2012 - Antonín Stavjaňa (szezon közben Miroslav Ihnačákra lett cserélve) és Pavol Zůbek
- 2012/2013 - Radim Rulík (szezon közben Milan Staš-ra lett cserélve) és Pavol Zůbek
- 2013/2014 - Anton Tomko és Pavol Zůbek
- 2014/2015 - Anton Tomko és Pavol Zůbek  szezon közben Peter Oremus és Roman Šimíček
- 2015/2016 - Peter Oremus és Roman Šimíček szezon közben Rostislav Čada és Marcel Šimurda
- 2016/2017 - Rostislav Čada és Marcel Šimurda szezon közben Miroslav Marcinko és Anton Bartánus
- 2017/2018 - Milan Jančuška és Jerguš Bača
- 2018/2019 – Roman Šimíček és Peter Bartoš, Martin Šimurda
- 2019/2020 – Peter Draisaitl és Jiří Šolc
- 2020/2021 – Jan Šťastný, később Marcel Šimurda
- 2021/2022 – (Kalle Kaskinen visszahívva), Dan Ceman és Timo Saarikoski
- 2022/2023 - Dan Ceman és Timo Saarikoski
- 2023/2024 - Dan Ceman és Ryan Colville

## Klubidentitás

### Logó
A klub jelenleg használt logóját 2021-ben mutatták be a klub alapításának 60. évfordulójára. A logó a régebben már használt narancs-fehér-fekete színkombinációval utal a csapat korábban elért sikereire. A logón látható jégkorong és ütő, illetve az azokat körbefogó acélgyártásnál használt konverter a város nehézipari múltját is jelképezi a jégkorong mellett.

### Kabala
A csapat kabalaállata a holló, amit 2009-ben közönségszavazás útján döntöttek el.

## Nézettség
| Szezon  | Átlagos nézőszám | Helyezés a ligában |
| ------- | ---------------- | ------------------ |
| 2016–17 | 3 549            | 1.                 |
| 2017–18 | 4 032            | 1.                 |
| 2018–19 | 3 871            | 1.                 |
| 2019–20 | 5 221            | 2.                 |
| 2020–21 | Nincs adat       | Nincs adat         |
| 2021–22 | 797              | 5.                 |
| 2022–23 | 2 755            | 3.                 |
| 2023–24 | 4 216            | 2.                 |
| 2024–25 | 3865             | 2.                 |

## Visszavonultatott mezszámok

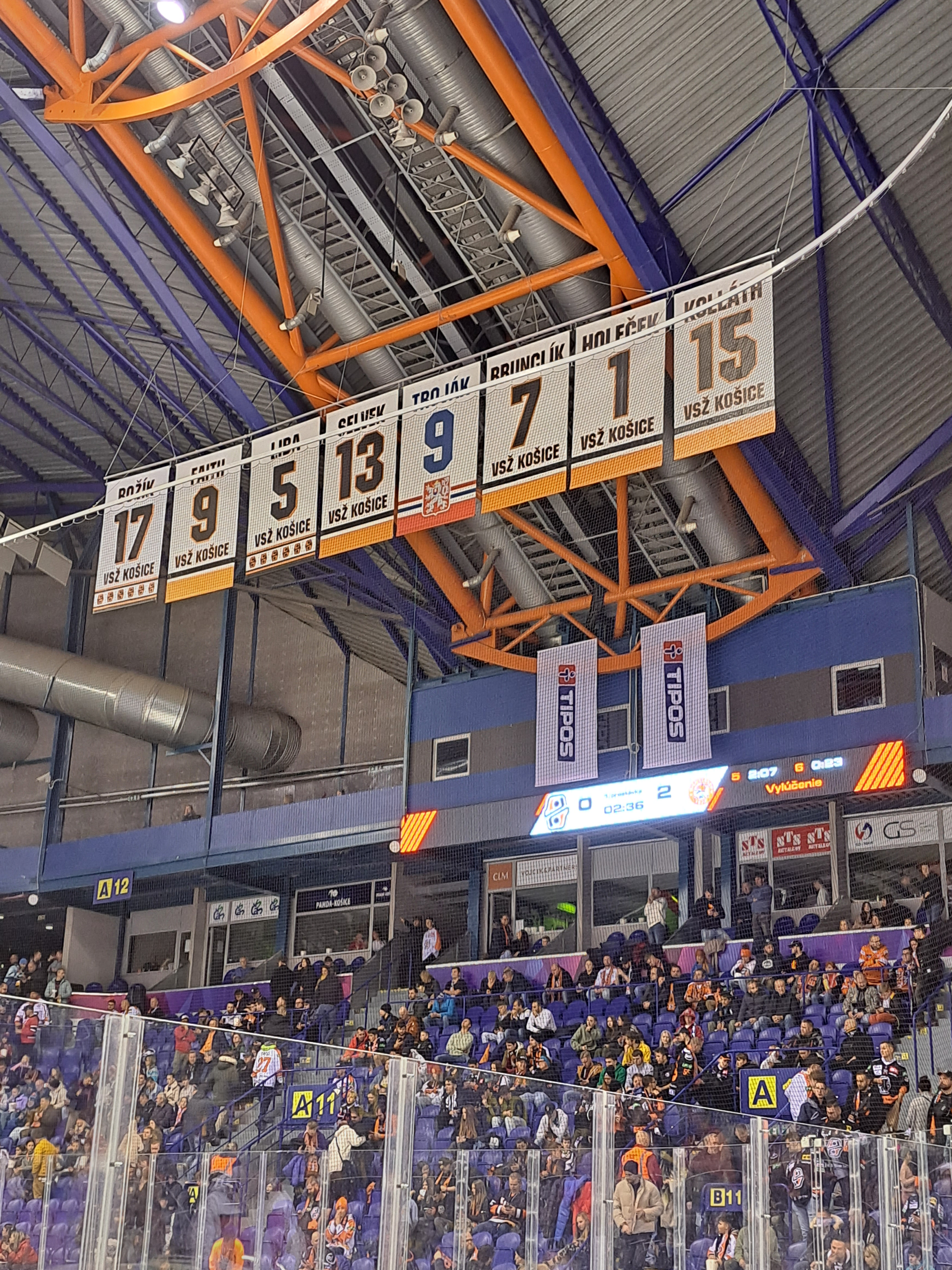
A Steel Arénában kihelyezett visszavonultatott mezszámok

| Név               | Mezszám | Poszt | Aktív évek a klubnál               |
| ----------------- | ------- | ----- | ---------------------------------- |
| Ladislav Troják   | 9       |       | Nem játszott a klubnál             |
| Jiří Holeček      | 1       |       | 1963–73                            |
| Igor Liba         | 5       |       | 1979–82; 1984–88; 1989–92; 1997–99 |
| Bedřich Brunclík  | 7       |       | 1965–81                            |
| Ján Selvek        | 13      |       | 1964–71                            |
| František Kolláth | 15      |       | 1962–78                            |
| Ján Faith         | 9       |       | 1966–83                            |
| Mojmír Božík      | 17      |       | 1980–82; 1984–90; 1999–00          |
| Imrich Lukáč      |         |       |                                    |
| Jozef Lukáč       |         |       |                                    |
| Vincent Lukáč     |         |       |                                    |

## Kontinentális Kupa
| Csapat        | Szezon  | Csoportkör        | Végső forduló |
| ------------- | ------- | ----------------- | ------------- |
| HC VSŽ Košice | 1997–98 | N csoport 1. hely | Kupagyőztes   |
| HC Košice     | 1998–99 | -                 | 2. hely       |
| HC Košice     | 1999–00 | N csoport 2. hely | Nem jutott be |

## Bajnokok Ligája
| Csapat    | Szezon    | Alapszakasz        | Rájátszás                                                 | LM | Gy | Gy.h. | V.h. | V. | L.G. | K.G. | GK. | P |
| --------- | --------- | ------------------ | --------------------------------------------------------- | -- | -- | ----- | ---- | -- | ---- | ---- | --- | - |
| HC Košice | 2014–2015 | Csoportkör 3. hely | Nem jutott be                                             | 6  | 2  | 0     | 1    | 3  | 14   | 16   | -2  | 7 |
| HC Košice | 2015–2016 | Csoportkör 2. hely | Tizenhatoddöntő, vereség Skellefteå AIK ellen (4-6)       | 4  | 1  | 1     | 0    | 2  | 7    | 8    | -1  | 5 |
| HC Košice | 2016–2017 | Csoportkör 2. hely | Tizenhatoddöntő, vereség HC Fribourg-Gottéron ellen (2-5) | 4  | 1  | 1     | 0    | 2  | 7    | 8    | -1  | 5 |
| HC Košice | 2023–2024 | Főcsoport 24. hely | Nem jutott be                                             | 6  | 0  | 0     | 0    | 6  | 9    | 22   | -13 | 0 |

## Rekordok

### Legtöbb gólt lövő játékosok
| Ransor | Játékos            | Gólok |
| ------ | ------------------ | ----- |
| 1.     | Vincent Lukáč      | 393   |
| 2.     | Igor Liba          | 277   |
| 3.     | Vlastimil Plavucha | 253   |
| 4.     | Bedřich Brunclík   | 237   |
| 5.     | Zdeněk Nedvěd      | 203   |
| 6.     | Peter Bartoš       | 200   |
| 7.     | Ján Vodila         | 187   |
| 8.     | Richard Jenčík     | 179   |
| 9.     | Ján Faith          | 178   |
| 10.    | Jozef Lukáč        | 172   |

## Bajnokcsapatok

### Csehszlovák Extraliga
- TJ VSŽ Košice 1985–86

Edzők: Ján Selvek, Július Kovács
Kapusok:Michal Orenič, Pavol Švarný
Védők:Marián Brusil, Miroslav Danko, Juraj Bondra, Juraj Bakoš, Pavel Valko, Mojmír Božík, Peter Slanina, Rudolf Záruba
Csatárok:Milan Staš, Jaroslav Spodniak, Miroslav Žabka, Dušan Kapusta, Miroslav Hriňák, Viliam Belas, Marián Štefanovič, Milan Mažgút, Vladimír Svitek, Štefan Jabcon, Igor Liba, Milan Jančuška, Roman Mucha, Igor Talpaš, Otto Sýkora, Ján Vodila, Miroslav Ihnačák (Decemberben elhagyta a csapatot)
- TJ VSŽ Košice 1987–1988

Edzők: Ján Faith, Ján Šterbák
Kapusok:Jaromír Dragan, Jozef Škrak, Pavol Švarný
Védők:Miroslav Danko, Mojmír Božík, Juraj Bakoš, Juraj Bondra, Peter Slanina, Jerguš Bača, Ján Varholík, Miroslav Marcinko
Csatárok:Peter Zůbek, Pavol Zůbek, Peter Bondra, Miroslav Žabka, Igor Talpaš, Anton Bartánus, Peter Veselovský, Jaroslav Spodniak, Otto Sýkora, Igor Liba, Vladimír Svitek, Viliam Belas, Marián Štefanovič, Ján Vodila, Milan Staš, Milan Jančuška, Ľuboš Jágerský

### Szlovák Extraliga
- HC Košice 1994–1995

Edzők: Ján Selvek, Vincent Lukáč
Kapusok: Jaromír Dragan, Ján Rímsky, Jozef Škrak
Védők: Matej Bukna, Juraj Horňák, Stanislav Jasečko, Martin Lenďák, Radoslav Michalčin, Daniel Sedlák, Pavol Valko, Ján Varholík, Slavomír Vorobel
Csatárok: Anton Bartánus, Peter Bondra, Miroslav Ihnačák, Slavomír Ilavský, Viliam Knap, Peter Kuzár, Martin Mižík, Miroslav Pažák, Vlastimil Plavucha, Róbert Pohanka, René Pucher, Ľubomír Rybovič, Richard Šechný, Pavol Zůbek, Peter Zůbek
- HC Košice 1995–1996

Edzők: Ján Faith, Vladimír Šandrik, v prvej časti sezóny Ján Selvek, Vincent Lukáč
Kapusok: Jaromír Dragan, Ján Rímsky, Jozef Škrak
Védők: Matej Bukna, Stanislav Jasečko, Juraj Kledrowetz, Martin Lenďák, Daniel Sedlák, Michal Segľa, Ján Varholík, Pavol Valko, Slavomír Vorobel, Tibor Turan
Csatárok: Jiří Bicek, Radovan Hančár, Slavomír Ilavský, Martin Mižík, Miroslav Pažák, Vlastimil Plavucha, Róbert Pohanka, René Pucher, Ľubomír Rybovič, Richard Šechný, Ľubomír Vaic, Peter Veselovský, Pavol Zůbek, Peter Zůbek
- HC VSŽ Košice 1998–1999

Edzők: Ján Selvek, Milan Jančuška
Kapusok: Michal Košík, Marko Milý, Miroslav Šimonovič
Védők: Daniel Babka, Jerguš Bača, Juraj Kledrowetz, Stanislav Kožár, Tomáš Nádašdi, Michal Segľa, Marek Topoli, Alexander Valentín, Ján Varholík, Stanislav Vorobel
Csatárok: Ľubomír Barank, Arpád Györi, Miroslav Ihnačák, Slavomír Ilavský, Jaroslav Kmiť, Michal Košík, Kristián Kováč, Peter Kuzár, Igor Liba, Martin Mižík, Miroslav Pažák, Peter Pucher, René Pucher, Juraj Rušič, Ľubomír Rybovič, Stanislav Solopukin, Richard Šechný, Ján Šimko, Ľubomír Vaic
- HC Košice 2008–2009

Edzők: Anton Tomko, Pavel Hulva, Ján Bajtoš
Kapusok:Július Hudáček, Miroslav Lipovský
Védők:Ján Tabaček , Marcel Šterbák, Jaroslav Špelda, Juraj Kledrowetz, Michal Grman, Radek Deyl, Matúš Petričko, Tomáš Slovák, Petr Mocek, Ľubomír Chmelo, Radek Philipp, Michal Kozák, Ján Homer
Csatárok:Rudolf Huna, Juraj Faith, Stanislav Gron, Jaroslav Kmiť, Peter Bartoš, Peter Húževka, Michel Miklík, Jan Kopecký, Richard Jenčík, Juraj Sýkora, Marcel Šimurda, Ladislav Ščurko, Tomáš Murajda
- HC Košice 2009–2010

Edzők: Anton Tomko, Pavel Hulva felváltva Rostislav Čada , Pavol Zůbek
Kapusok: Július Hudáček, Ján Lašák, Tomáš Halász
Védők: Peter Mikuš, Ján Tabaček, Michal Grman, Michal Šeda, Radek Deyl, Marek Mertel, Peter Huba, Peter Slimák, Ľubomír Chmelo, Ján Homer, Martin Gajdoš, Michal Pichnarčík
Csatárok: Rudolf Huna, Vladimír Dravecký, Peter Húževka, Peter Bartoš, Stanislav Gron, Róbert Tomík, Marek Vorel, Richard Jenčík, Dušan Andrašovský, Juraj Sýkora, Petr Šachl, Jaroslav Kmiť, Henric Höglund, Marcel Baláž, Ondrej Gmitter
- HC Košice 2010–2011

Edzők:Rostislav Čada, Pavol Zůbek
Kapusok:Július Hudáček, Tomáš Halász
Védők:Ján Tabaček, Ján Homer, Michal Grman, Radek Deyl, Marcel Šterbák, Michal Šeda, Peter Huba, Peter Slimák
Csatárok:Oliver Jokeľ, Miroslav Zálešák, Stanislav Gron, Jaroslav Kristek, Peter Bartoš, Michel Miklík, Richard Jenčík, Marcel Haščák, Martin Frolík, Dušan Andrašovský, Vladimír Dravecký, Marek Vorel, Róbert Tomík, Dušan Pašek ml., Peter Fabuš, Martin Kriška, Marcel Baláž, Ondrej Gmitter, Tomáš Hričina
- HC Košice 2013–2014

Edzők:Anton Tomko, Pavol Zůbek
Kapusok:Alexandr Hylák, Rastislav Staňa, Dominik Riečický
Védők:Ondrej Briják, Juraj Cebák, Erik Černák, Radek Deyl, Martin Chovan, Marek Kolba, Miroslav Macejko, Michal Novák, Michal Šeda, Milan Takáč, Martin Štrbák, Tomáš Klouček
Csatárok:Marek Bartánus, Peter Bartoš, Jiří Bicek, Peter Boltun, Marek Borecký, Matej Češík, Matej Hinďoš, Ondrej Gmitter, Tomáš Hrnka, Matúš Chovan, Richard Jenčík, OliverJokeľ, Tomáš Marcinko, Matúš Matis, Dušan Pašek ml., Pavol Skalický, Peter Sojčík, Gabriel Spilar, Marek Svatoš, Ladislav Zikmund
- HC Košice 2014–2015

Edzők:Anton Tomko, Pavol Zůbek a 43. fordulóig Peter Oremus, Roman Šimíček
Kapusok:Alexandr Hylák, Marcel Melicherčík, Dominik Riečický
Védők:Juraj Cebák, Erik Černák, Adam Drgoň, Adam Jánošík, Miroslav Macejko, Branislav Pavúk, Radek Philipp, Michal Šeda, Martin Štrbák
Csatárok:Marek Bartánus, Peter Bartoš, Jiří Bicek, Radovan Bondra, Matej Češík, Matej Hinďoš, Tomáš Hrnka, Matúš Chovan, Richard Jenčík, Tibor Kutálek, Adam Lapšanský, Ivan Rachůnek, Peter Sojčík, Gabriel Spilar, Jakub Suja
- HC Košice 2022–2023

Edzők: Dan Ceman, Timo Saarikovski, Tomáš Kochan és Dušan Strharský
Kapusok: Jaroslav Janus, Dominik Riečický
Obrancovi:: Jordan Southorn, Ladislav Romančík, Radek Deyl, Jens Olsson, Miroslav Novota, Antonín Bartoš, Eduard Šedivý, Alex Breton, Jakub Ferenc
Csatárok: Oliver Jokeľ, Rastislav Tybor, Hunter Fejes, Matúš Havrila, Ville Leskinen, Denis Parshin, Lukáš Vaculík, Marek Hovorka, Marek Bartánus, Patrik Lamper, Patrik Rogoň, Joona Jääskeläinen, Marek Slovák, Michal Chovan, Jakub Linet
- HC Košice 2024/2025

Tréneri: Dan Ceman, Ryan Colville, Tomáš Kochan és Dušan Strharský
Brankári: Jaroslav Janus, Dominik Riečický, Patrik Jurčák
Obrancovia:: Blake Parlett, Radek Deyl, Sebastián Mitro, Oleksii Dakhnovskyi, Mislav Rosandič, Antonín Bartoš, Max Gildon, Josh Teves, Eduard Šedivý, Jakub Ferenc
Útočníci: Šimon Petráš, Danick Martel, Peter Repčík, Tomáš Mikúš, Matúš Havrila, Tomáš Zigo, Brett Pollock, Mário Lunter, Marek Bartánus, Patrik Lamper, Patrik Rogoň, Filip Krivošík, Dávid Kohút, Joona Jääskeläinen, Michal Chovan, Eduard Šimun, Olivier Archambault

## Jégcsarnok

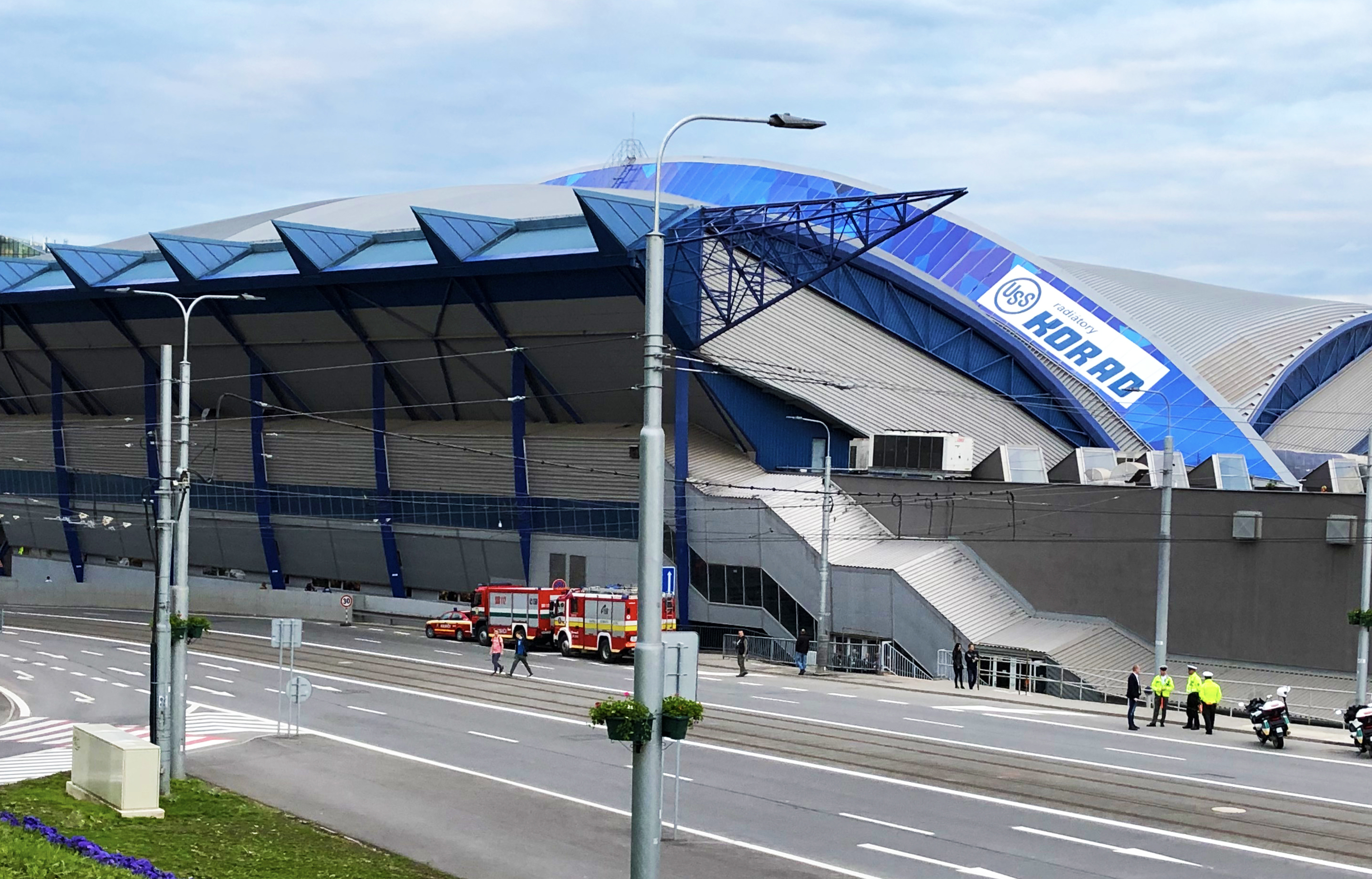
Steel Aréna

A klub jelenleg használt jégcsarnoka a 2006. február 24-én felavatott Steel Aréna, hivatalos nevén Košický štadión Ladislava Trojáka (magyarul: Kassai Ladislav Troják Stadion). Az aréna kapacitása 8 347 fő. A jelenleg használt jégpálya elődje 1868-ban nyílt meg kültéri jégpályaként. A Dukla Košice 1964-es első osztályba jutása után lett a jégpályából fedett csarnok. A korábbi Ladislav Troják Jégcsarnok 5 000 fő befogadására volt alkalmas, a drukkerek körében csak "Istálló'" néven emlegették. A jégcsarnok felújítása 1996-ban kezdődött, az utolsó mérkőzést 1996. március 29-én játszották a régi csarnokban a Dukla Trenčín ellen, amit megnyerve az 1996-97-es szezon bajnokai is lettek. Az új csarnok építése jelentősen elhúzodott pénzügyi problémák miatt, így 10 évbe telt az épület befejezése. A 10 éves időszakban a 2 000 férőhelyes Starý zimný štadiónban (magyarul: Régi Jégcsarnok) játsztottak, ami napjainkban a Crow Arena nevet viseli. Az első mérkőzést az új arénában 2006. március 3-án játszották a HKM Zvolen ellen.

## Rivalizálások

### HC Slovan Bratislava
A bajnokságban a legnagyobb rivalizálás az ország két legnagyobb városa, Pozsony és Kassa csapata között van. A két csapat a földrajzi elhelyezkedéséből az ország két felét képviselik. A HC Slovan Bratislava, illetve a HC Košice jogelődje is több mint 100 éve lett alapítva, amennyi év alatt a két város csapata sokszor a két legerősebb jégkorongcsapatá vált. A Csehszlovák Jégkorongligában is a szlovákiai csapatok közül a két legdominánsabb csapat volt. A Tipos Extraliga fennállása óta 6-szor mérkőzött meg a Slovan és a Košice a rájátszás döntőjében, többször, mint bármelyik más csapat. A rivalizálás 2012 és 2019 között szünetelt, mert a Slovan Bratislava az orosz Kontinentális Jégkorong Ligához csatlakozott, így nem vett részt a szlovák nemzeti bajnokságban.

### HK Dukla Trenčín
A bajnokság egyik legnagyobb rivalizásása a Trencsén és Kassa csapata között van, ennek a csúcspontja a 90-es években volt, amikor az 1994-től az 1997-ig mind a négy rájátszásdöntőben a Trencsén és Kassa mérkőzött meg a bajnoki címért, ebben az időszakban ez a két csapat jelentette a legnagyobb erőt a szlovák nemzeti ligában. Ez a két csapat a Poprád mellett azon kevés csapatok közé tartozik, amelyek minden szezonban részt vettek a bajnokságban.

### HK Dukla Ingema Michalovce
A kassai és nagymihályi csapat rivalizálása 2019-ben kezdődött, amikor a Dukla Michalovce csapata először jutott fel az első osztályba, és azóta folyamatosan a képviseli a várost a ligában. A két csapat a keleti országrészben játszik, ezért a versengésüket kelet-szlovák rangadónak (szlovákul: východoslovenské derby) is nevezik.